# سسیل کویینتین
سسیل کویینتین (انگلیسی: Cecil Quentin; ۱۸۵۳ – ۲۹ اکتبر ۱۹۲۶) قایقران قایق بادبانی اهل بریتانیا بود.